# 黃金站 (韓國)
黃金站（：／ Hwageum yeok */?）是大邱地鐵3號線沿線的一座高架車站，位於韓國大邱廣域市壽城區斗山洞。

## 車站結構
站體為2面2線側式月台的高架車站，候車月台設有半高式月台門，僅有1處出口。

### 月台配置
| 兒童會館 ↑ |
| \| 上      |
| ↓ 壽城池   |

| 月台 | 路線               | 目的地                               |
| ---- | ------------------ | ------------------------------------ |
| 上行 | ●大邱都市鐵道3號線 | 兒童會館、西門市場、漆谷慶大醫院方向 |
| 下行 | ●大邱都市鐵道3號線 | 壽城池、凡勿、龍池方向               |

## 歷史
- 2015年4月23日：開通啟用。

## 車站周邊
- 黃金2洞住民中心
- CJ Hello TV大邱廣播
- Home plus（朝鲜语：홈플러스）黃金店
- 新韓銀行黃金分行
- 大邱銀行黃金分行
- 大邱城東初等學校
- 和成產業（朝鲜语：화성산업）本社

## 圖片

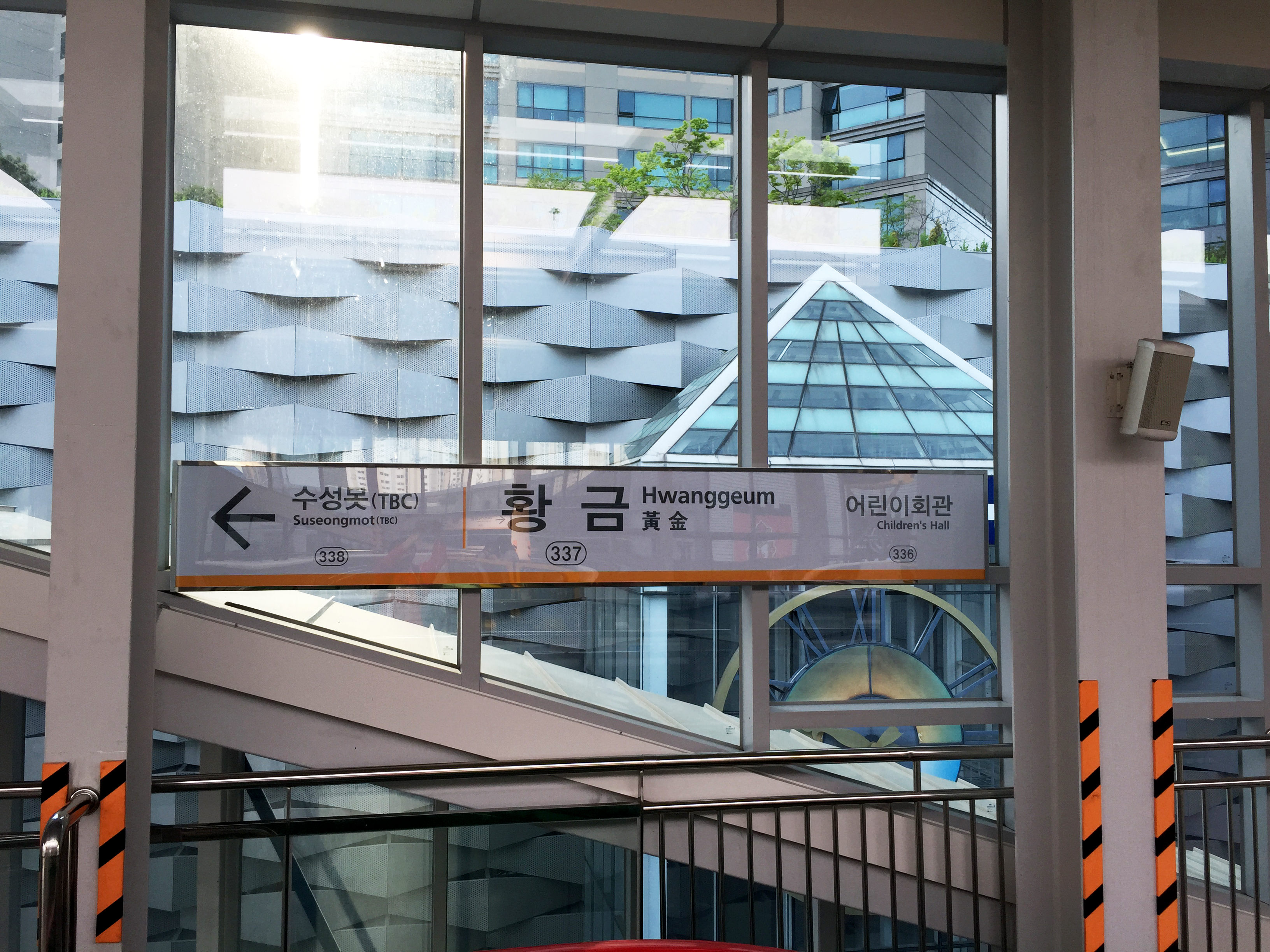
站名牌
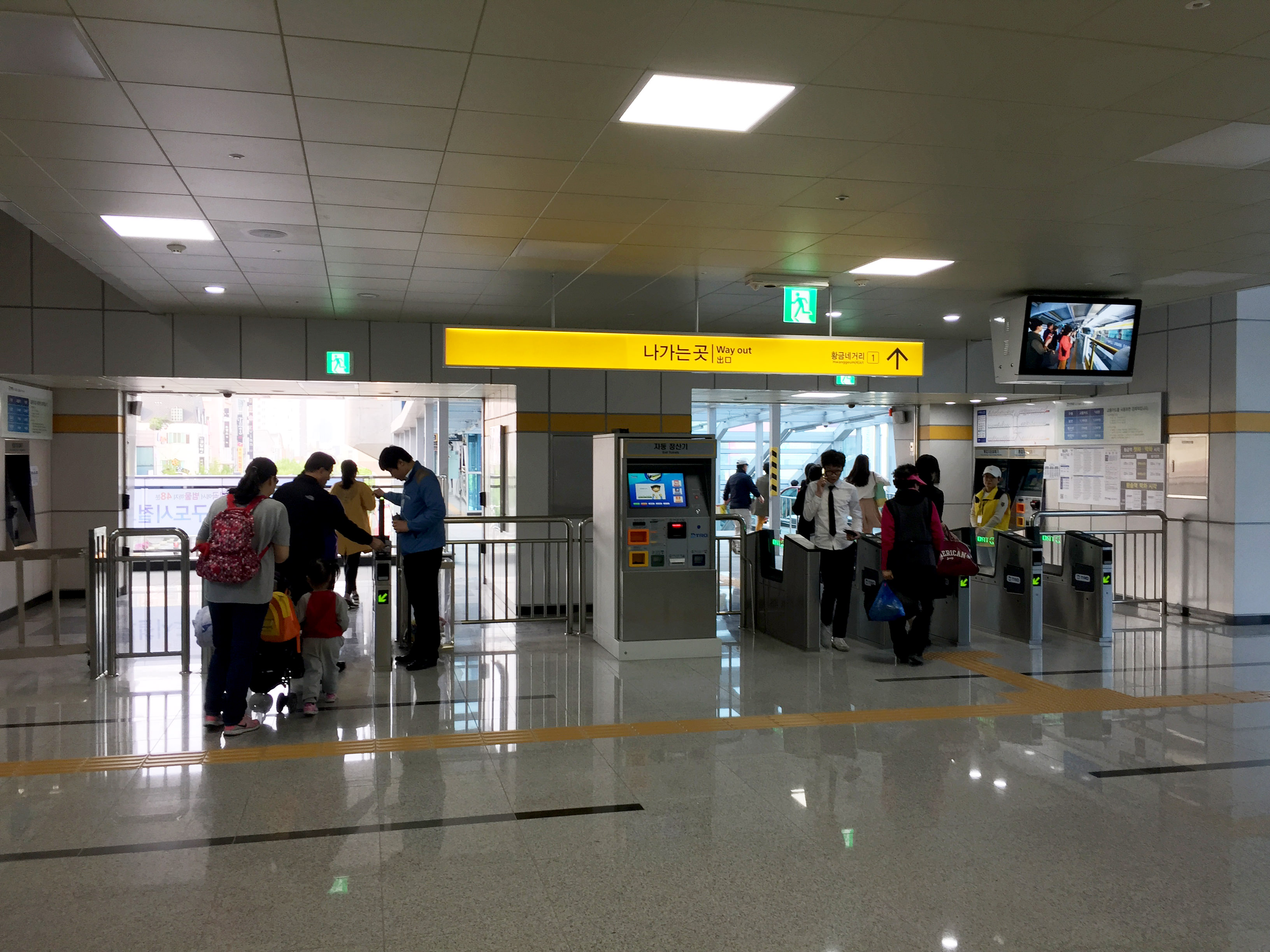
剪票閘口
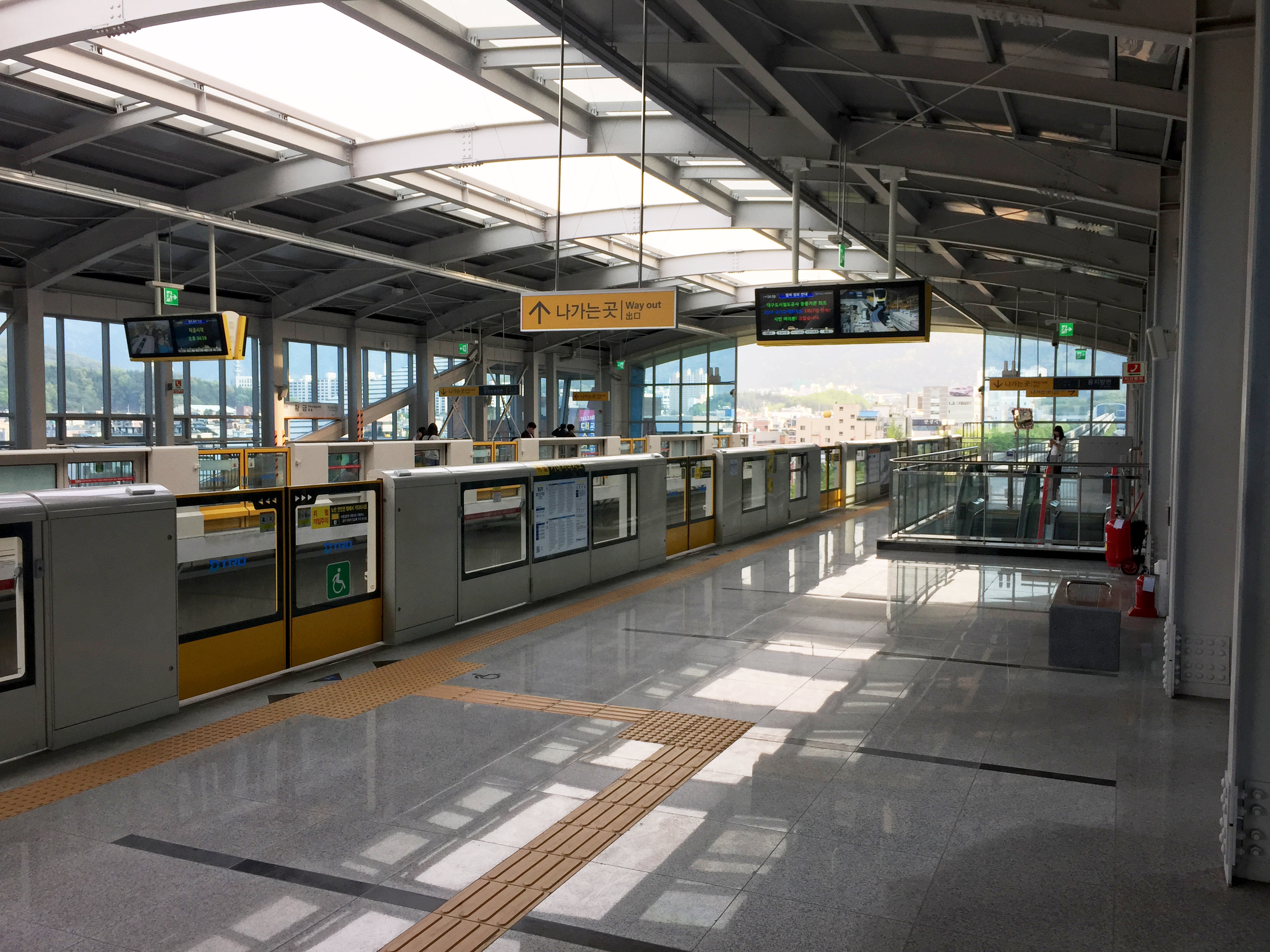
候車月台
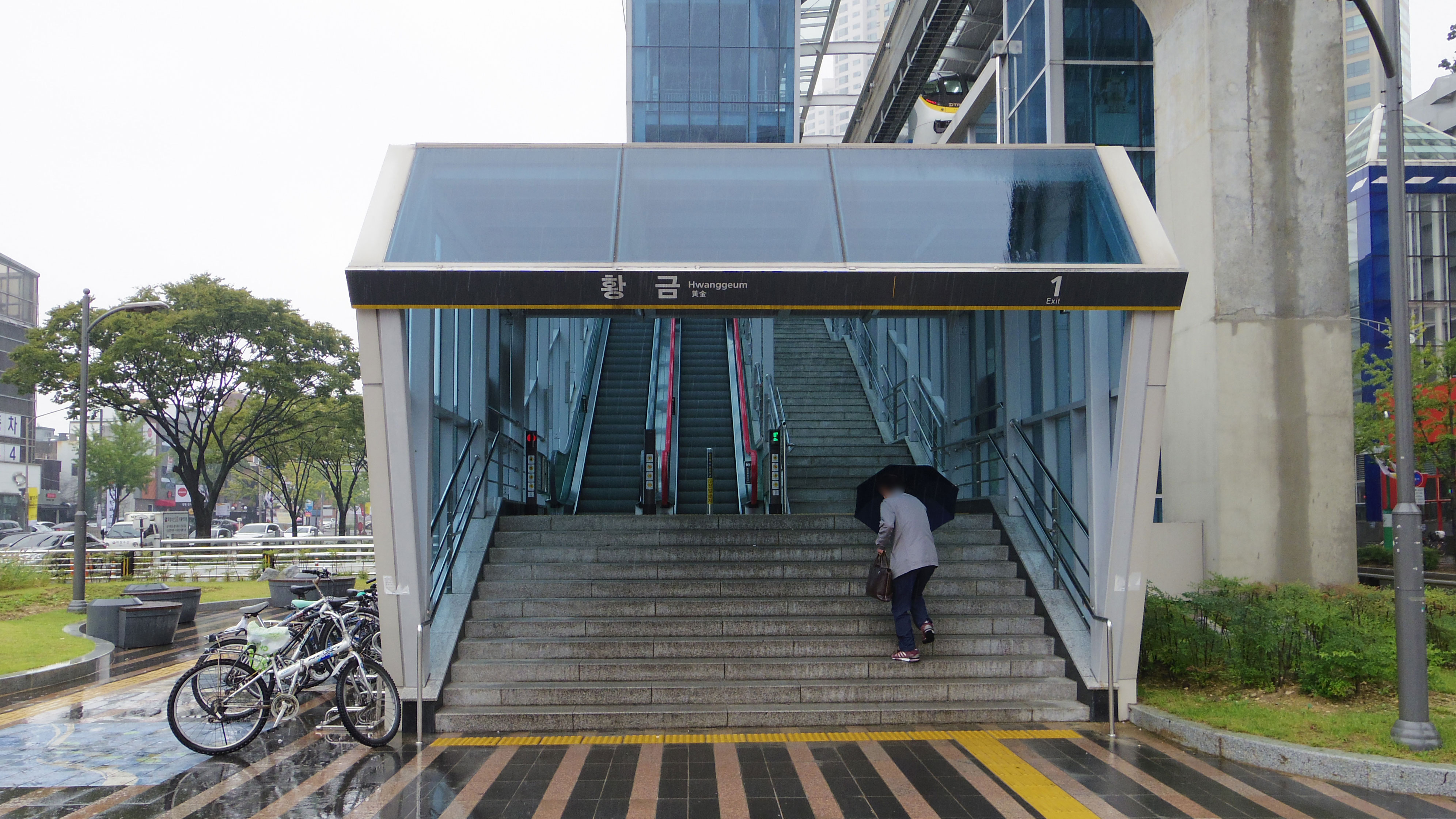
1號出口
車站建築（從列車上往外看）

## 相鄰車站
大邱都市鐵道公社
●大邱都市鐵道3號線
兒童會館（336）－黃金（337）－壽城池（338）